# Massachusetts Avenue (MBTA-Station)
Massachusetts Avenue ist der Name einer U-Bahn-Station der Massachusetts Bay Transportation Authority (MBTA) in Boston im Bundesstaat Massachusetts der Vereinigten Staaten. Sie bietet Zugang zur U-Bahn-Linie Orange Line.

## Geschichte
Die Station wurde am 4. Mai 1987 im Rahmen der Renovierung und Verlegung der Orange Line parallel zum Northeast Corridor eröffnet.

## Bahnanlagen

### Gleis-, Signal- und Sicherungsanlagen
Der U-Bahnhof verfügt über insgesamt zwei Gleise, die über einen Mittelbahnsteig zugänglich sind.

### Gebäude
Der U-Bahnhof befindet sich im Stadtzentrum von Boston an der Adresse 380 Massachusetts Avenue. Das Gebäude ist vollständig barrierefrei zugänglich.
Im Rahmen des Arts-on-the-Line-Projektes der MBTA wurden außerhalb der Station zwei Granit-Monumente („My Robe“ von Peter Rodman und „Drum“ von Sharon Cox) mit eingravierten Texten installiert.

## Umfeld
An der Station besteht eine Anbindung an zwei Buslinien der MBTA. In unmittelbarer Umgebung befinden sich die Symphony Hall, die Jordan Hall des New England Conservatory, die Northeastern University und die Matthews Arena.